# Província de Rikuzen

Mapa das antigas províncias do Japão com Rikuzen em destaque

Rikuzen (陸前国, Rikuzen no kuni) foi uma antiga província do Japão, equivalente a boa parte da atual prefeitura de Miyagi e algumas partes de Iwate.

## História
- Em 7 de dezembro de 1868 (19 de janeiro de 1869 no calendário gregoriano) Rikuzen é separada da Província de Mutsu
- 1872: Censo aponta população de 534609

## Distritos
- Kesen (気仙郡)
- Motoyoshi (本吉郡)
- Tome (登米郡)
- Kurihara (栗原郡)
- Tamatsukuri (玉造郡)
- Oshika (牡鹿郡)
- Monou (桃生郡)
- Tōda (遠田郡)
- Shida (志田郡)
- Kami (加美郡)
- Kurokawa (黒川郡)
- Miyagi (宮城郡)
- Natori (名取郡)
- Shibata (柴田郡)